# غارهای هنامه
غارهای هنامه مربوط به سدهٔ ۵–۴ ه‍.ق است و در شهرستان شیروان، بخش مرکزی، دهستان سیوکانلو، جنوب شرقی روستای هنامه (رحیم آباد) واقع شده و این اثر در تاریخ ۲۶ اسفند ۱۳۸۶ با شمارهٔ ثبت ۲۲۲۱۴ به‌عنوان یکی از آثار ملی ایران به ثبت رسیده‌است.